# 東浦町

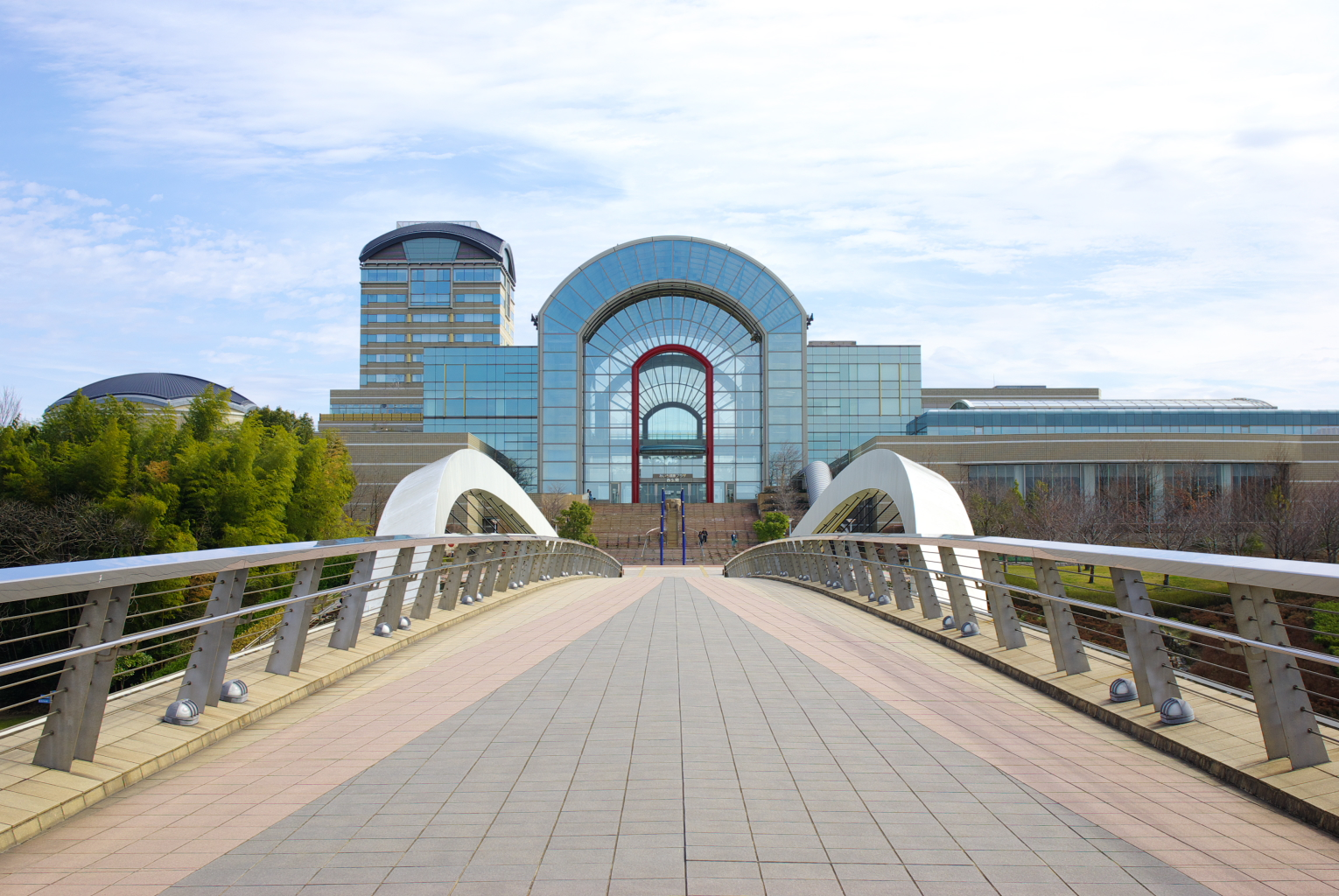
あいち健康プラザ

東浦町（ひがしうらちょう）は、愛知県知多郡に属する町。

## 概要
知多半島の付け根に位置し、尾張地方に含まれる。ベッドタウンの性格を持ち、名古屋市に近いことから1970年頃から宅地開発が進んだ。現在はファミリーサポート事業（子育て支援）など福祉行政にも力を入れている。
愛知県で最も人口の多い町であり、高浜市、岩倉市、新城市、弥富市よりも人口が多い。また、国内で町としては広島県安芸郡府中町、茨城県稲敷郡阿見町に次いで3位の人口を有する。

## 地理

### 位置
知多半島東部に位置し、町の西部は緩やかな丘陵地帯であるが、東部は衣浦湾に面しており田園地帯も広がる。
町域は東西6.2km, 南北7.7km, 外周は28.04kmで、三角形に近い形状である。役場は東経136度58分、北緯34度58分に位置する。

### 地形
町内の最高点は高根山公園付近の標高73.8メートルであり、一方で境川・衣浦湾沿いの水田では標高0メートル以下の場所もある。
主な河川
- 五ヶ村川
- 岡田川
- 明徳寺川
- 豆搗川
- 須賀川

### 気候
|               | 1月  | 2月   | 3月  | 4月  | 5月   | 6月   | 7月   | 8月  | 9月   | 10月 | 11月 | 12月  |
| ------------- | ---- | ----- | ---- | ---- | ----- | ----- | ----- | ---- | ----- | ---- | ---- | ----- |
| 最高気温（℃） | 12.7 | 17.7  | 18.5 | 21.4 | 29.3  | 31.9  | 35.6  | 36.5 | 32.2  | 26.1 | 22.8 | 15.0  |
| 最低気温（℃） | -2.0 | -2.4  | 0.4  | 3.7  | 9.2   | 16.4  | 19.9  | 21.3 | 17.4  | 13.1 | 6.2  | -0.1  |
| 平均気温（℃） | 3.6  | 5.4   | 7.9  | 12.7 | 18.9  | 23.0  | 26.4  | 28.2 | 24.1  | 19.6 | 13.5 | 7.7   |
| 降水量(mm)    | 38.5 | 114.0 | 77.0 | 86.5 | 167.0 | 171.0 | 224.5 | 22.5 | 181.0 | 99.0 | 94.0 | 106.5 |

### 大字・地区名
大字
- 石浜（旧石浜村）
- 生路（旧生路村）
- 藤江（旧藤江村）
- 緒川（旧緒川村）
- 森岡（旧森岡村）

地区
- 森岡
- 緒川
- 緒川新田
- 石浜
- 生路
- 藤江

### 人口
2018年4月時点の推計人口によると、全国の町の中では、広島県安芸郡府中町に次いで2番目に人口が多い。
人口推移
各年10月1日現在
| 年     | 人口   |
| ------ | ------ |
| 1930年 | 9,922  |
| 1935年 | 11,327 |
| 1940年 | 12,017 |
| 1947年 | 15,204 |
| 1950年 | 16,173 |
| 1955年 | 18,853 |
| 1960年 | 20,425 |
| 1965年 | 22,194 |
| 1970年 | 24,550 |
| 1975年 | 33,080 |
| 1980年 | 36,035 |
| 1985年 | 38,614 |
| 1990年 | 40,430 |
| 1995年 | 42,409 |
| 2000年 | 45,168 |
| 2005年 | 48,046 |
| 2010年 | 49,800 |
| 2015年 | 49,230 |

年齢構成
2000年10月1日現在
| 男   | 年齢（歳） | 女   |
| ---- | ---------- | ---- |
| 1264 | 0 - 4      | 1168 |
| 1480 | 5 - 9      | 1370 |
| 1380 | 10 - 14    | 1297 |
| 1265 | 15 - 19    | 1223 |
| 1372 | 20 - 24    | 1301 |
| 1666 | 25 - 29    | 1509 |
| 2164 | 30 - 34    | 1984 |
| 1841 | 35 - 39    | 1718 |
| 1639 | 40 - 44    | 1615 |
| 1402 | 45 - 49    | 1309 |
| 1424 | 50 - 54    | 1582 |
| 1945 | 55 - 59    | 1997 |
| 1637 | 60 - 64    | 1593 |
| 1387 | 65 - 69    | 1380 |
| 1004 | 70 - 74    | 1016 |
| 674  | 75 - 79    | 794  |
| 331  | 80 - 84    | 575  |
| 148  | 85 - 89    | 323  |
| 54   | 90 - 94    | 150  |
| 12   | 95 -       | 51   |
| 2    | 不詳       | -    |

国勢調査による人口推移
| |                                        |  |
| 東浦町と全国の年齢別人口分布（2005年） | 東浦町の年齢・男女別人口分布（2005年） |  |
| ■紫色 ― 東浦町 ■緑色 ― 日本全国 | ■青色 ― 男性 ■赤色 ― 女性              |  |
| 東浦町（に相当する地域）の人口の推移 \| 1970年（昭和45年） \| 24,550人 \| \| \| 1975年（昭和50年） \| 33,080人 \| \| \| 1980年（昭和55年） \| 36,035人 \| \| \| 1985年（昭和60年） \| 38,614人 \| \| \| 1990年（平成2年） \| 40,430人 \| \| \| 1995年（平成7年） \| 42,409人 \| \| \| 2000年（平成12年） \| 45,168人 \| \| \| 2005年（平成17年） \| 48,046人 \| \| \| 2010年（平成22年） \| 49,800人 \| \| \| 2015年（平成27年） \| 49,230人 \| \| \| 2020年（令和2年） \| 49,596人 \| \| |                                        |  |
| 総務省統計局 国勢調査より |                                        |  |
| 1970年（昭和45年） | 24,550人                               |  |
| 1975年（昭和50年） | 33,080人                               |  |
| 1980年（昭和55年） | 36,035人                               |  |
| 1985年（昭和60年） | 38,614人                               |  |
| 1990年（平成2年） | 40,430人                               |  |
| 1995年（平成7年） | 42,409人                               |  |
| 2000年（平成12年） | 45,168人                               |  |
| 2005年（平成17年） | 48,046人                               |  |
| 2010年（平成22年） | 49,800人                               |  |
| 2015年（平成27年） | 49,230人                               |  |
| 2020年（令和2年） | 49,596人                               |  |

2010年国勢調査での水増しが発覚し、2010年度は50,088人から下方修正した49,800人を確定値としている。

### 隣接する自治体
愛知県
- 東 - 刈谷市、高浜市
- 北 - 大府市
- 西 - 知多市、東海市、知多郡阿久比町
- 南 - 半田市

## 歴史
東浦町内には縄文時代早期の貝塚遺跡・入海貝塚があり、約7000年前から人が暮らしていたと考えられる。戦国時代には徳川家康の母（於大）方の家系に当たる水野氏の居城があり江戸時代には、町域すべてが尾張藩の領地（一部寺社領）であった。
1970年代以降は住宅団地の開発が進み、人口が増加した。

### 年表
戦国時代・江戸時代
- 天文23年（1554年） - 村木砦の戦い。
- 永禄元年（1558年）～永禄4年（1561年） - 石ヶ瀬川の戦い。
- 江戸時代 - 知多郡猪伏村・村木村・藤江村・有脇村・生路村・石浜村・緒川村が成立。

近代
- 1876年（明治9年） - 猪伏村と村木村が合併し、森岡村成立。藤江村と有脇村が合併し、広田村成立。
- 1878年（明治11年） - 石浜村と生路村が合併し、生浜村成立。
- 1882年（明治15年） - 生浜村が分裂し、石浜村・生路村を再置。広田村が分裂し、藤江村と有脇村を再置。
- 1886年（明治19年） - 武豊線開通
- 1887年（明治20年） - 石浜村と生路村が合併し、生浜村成立。
- 1889年（明治22年）4月1日 - 町村制施行。生浜村が分村して生路村と石浜村が発足。藤江村・緒川村・森岡村は一村で継続。
- 1891年（明治24年）4月 - 生路村と石浜村が合併して生浜村が成立。
- 1892年（明治25年）5月 - 生浜村が生路村と石浜村に分村。
- 1901年（明治34年） - 緒川郵便局開局。
- 1906年（明治39年）5月1日 - 森岡村の一部、緒川村・石浜村・生路村・藤江村の5村が合併し、知多郡東浦村となる。
- 1925年（大正15年） - 東浦村役場が緒川字竹塚に移転。
- 1933年（昭和8年） - 尾張生路駅・尾張森岡駅開設。
- 1934年（昭和9年） - 藤江駅開設。
- 1936年（昭和11年） - 東浦村大日本国防婦人会結成。
- 1944年（昭和19年） - 尾張生路駅・藤江駅を統廃合し東浦駅開設。

現代
- 1948年（昭和23年）6月1日 - 東浦村が町制を施行し、東浦町となる。
- 1950年（昭和25年） - 刈谷高等学校東浦分校開校。
- 1958年（昭和33年）
  - 6月1日 - 町制施行10周年。
  - 9月27日 - 町章を制定する[8] [9][10]。
- 1968年（昭和43年）6月1日 - 町制施行20周年。町役場の位置を現在地に定める。
- 1971年（昭和46年） - 東浦町救急隊結成。
- 1971年（昭和46年）6月1日 - 大府市との間で境界変更[11]。
  - 東浦町大字緒川字鴉廻間の一部が大府市へ編入。
  - 大府市吉田町字藤治池下・字三四田の各一部を東浦町へ編入。
- 1973年（昭和48年） - 愛知県立東浦高等学校開校。
- 1974年（昭和49年） - 知多中部広域事務組合設立。
- 1977年（昭和52年）1月1日 - 町の花、町の木を制定する[10]。
- 1979年（昭和54年）3月8日 - 町民憲章を制定する[10]。
- 1981年（昭和56年） - 東浦工業団地完成。
- 1982年（昭和57年） - 知北平和公園開園。
- 1989年（平成元年） - 公共下水道、一部供用開始。
- 1991年（平成3年） - 東浦町中央図書館開館。
- 1994年（平成6年） - 「於大のみち」完成。第1回東浦於大まつり（現・於大まつり）開催。
- 1995年（平成7年）10月19日 - 非核平和宣言を発し、記念碑を設置する[10]。
- 1996年（平成8年）2月 - 逢妻川に架かる平成大橋が開通。全長307メートル。東浦町と刈谷市をつなぐ。
- 1997年（平成9年）3月21日 - 「東浦町の環境を守る基本条例」を制定。
- 1999年（平成11年） - 東浦町郷土資料館（うのはな館）開館。
- 2001年（平成13年）7月24日 - イオン東浦ショッピングセンター（現イオンモール東浦）が開店。
- 2002年（平成14年）
  - 日本非核宣言自治体協議会に加入。
  - ISO 14001認証を取得。
- 2003年（平成15年）
  - 於大公園開園[12]。
  - 被爆クスノキ2世及び被爆アオギリ2世を於大公園に植樹。
- 2004年（平成16年） - 知多北部任意合併協議会を設置。
- 2005年（平成17年） - 森岡工業団地完成。
- 2006年（平成18年）1月18日 - パブリックコメント制度を導入[13]。
- 2008年（平成20年）
  - 3月 - 「東浦町ふるさとづくり基金条例」を制定。
  - 5月17日 - 日高義樹時事講演会（町制施行60周年記念事業）開催。
  - 6月10日 - 小泉武夫記念講演会（町制施行60周年記念事業）開催。
  - 6月12日 - NHK-FM放送「FMトワイライト」の公開録音（町制施行60周年記念事業）開催。
- 2011年（平成23年）10月 - 2010年国勢調査人口速報値が公表され、5万人を超えている数値となったが、総務省統計局の再調査により国勢調査人口確定値が5万人を下回ったため、町は市制移行を断念。
- 2012年（平成24年）2月 - 人口水増し疑惑が発覚する[7]。
- 2013年（平成25年）2月 - 人口水増し疑惑をめぐり、不正の疑いが強まったとして前副町長が逮捕される。
- 2019年（平成31年）2月 - 東浦町町制70周年を記念した映画『バリアフリーかあちゃん!!』が公開される。

| 郡       | 明治22年以前 | 明治22年以前    | 明治22年以前   | 明治22年以前   | 明治22年10月1日 | 明治22年 - 明治45年        | 明治22年 - 明治45年         | 明治22年 - 明治45年        | 大正1年 - 大正15年 | 昭和1年 - 昭和64年         | 平成1年 - 平成31年 | 令和1年 - 現在 |
| -------- | ------------ | --------------- | -------------- | -------------- | --------------- | -------------------------- | --------------------------- | -------------------------- | ------------------ | -------------------------- | ------------------ | -------------- |
| 知 多 郡 | 村木村       | 森岡村（一部）  | 森岡村（一部） | 森岡村（一部） | 森岡村（一部）  | 森岡村（一部）             | 森岡村（一部）              | 明治39年5月1日 合併 東浦村 | 東浦村             | 昭和23年6月1日 町制 東浦町 | 東浦町             | 東浦町         |
| 知 多 郡 | 緒川村       | 緒川村          | 緒川村         | 緒川村         | 緒川村          | 緒川村                     | 緒川村                      | 明治39年5月1日 合併 東浦村 | 東浦村             | 昭和23年6月1日 町制 東浦町 | 東浦町             | 東浦町         |
| 知 多 郡 | 生路村       | 生浜村          | 生路村         | 生浜村         | 生路村          | 明治24年4月1日 合併 生浜村 | 明治25年5月31日 分立 生路村 | 明治39年5月1日 合併 東浦村 | 東浦村             | 昭和23年6月1日 町制 東浦町 | 東浦町             | 東浦町         |
| 知 多 郡 | 石浜村       | 生浜村          | 石浜村         | 生浜村         | 石浜村          | 明治24年4月1日 合併 生浜村 | 明治25年5月31日 分立 石浜村 | 明治39年5月1日 合併 東浦村 | 東浦村             | 昭和23年6月1日 町制 東浦町 | 東浦町             | 東浦町         |
| 知 多 郡 | 藤江村       | 広田村 （一部） | 藤江村         | 藤江村         | 藤江村          | 藤江村                     | 藤江村                      | 明治39年5月1日 合併 東浦村 | 東浦村             | 昭和23年6月1日 町制 東浦町 | 東浦町             | 東浦町         |

## 行政

### 町長
- 町長：日髙輝夫（2023年8月19日就任、1期目）

| 代数 | 名前     | 就任年月日    | 退任年月日    |
| ---- | -------- | ------------- | ------------- |
| 1    | 水野新   | 1947年4月8日  | 1957年4月30日 |
| 2    | 日高岩吉 | 1957年5月1日  | 1969年4月30日 |
| 3    | 長坂三郎 | 1969年5月1日  | 1973年4月30日 |
| 4    | 長坂悦次 | 1973年5月1日  | 1979年7月7日  |
| 5    | 井村德光 | 1979年8月19日 | 2011年8月18日 |
| 6    | 神谷明彦 | 2011年8月19日 | 2023年8月18日 |
| 7    | 日髙輝夫 | 2023年8月19日 | 現職          |

### 役場
東浦町職員定数条例によると、2008年4月1日現在、町長の事務部局の職員定数は304人。また、水道事業の事務部局の職員は12人、議会の事務部局の職員は4人、選挙管理委員会の事務部局の職員は5人（兼任）となっている。
2008年度から、収入役に代えて会計管理者を設置した。また、コミュニティ課、市制準備室、公園緑地課を新設した。
2008年4月1日現在の行政機構は以下のとおり。
- 町長
  - 副町長
    - 総務部 - 総務課、コミュニティ課、防災交通課、税務課
    - 企画財政部 - 企画課・市制準備室、情報推進課、財政課
    - 民生部 - 福祉課、児童課、住民課、保険医療課、健康課
    - 環境経済部 - 環境課、産業課、地域振興課
    - 建設部 - 管理課、土木課、都市計画課、公園緑地課
    - 水道部 - 水道課、下水道課
    - 会計管理者 - 会計課
- 町議会 - 議会事務局
- 教育委員会
  - 教育長
    - 教育部 - 学校教育課、生涯学習課、図書館、スポーツ課、学校給食センター
- 選挙管理委員会 - 選挙管理委員会事務局
- 監査委員 - 監査委員事務部局
- 農業委員会 - 農業委員会事務局
- 固定資産評価審査委員会 - 固定資産評価審査委員会事務局

### 広域行政
- 東海市、大府市、知多市とともに知多北部広域連合を組織し、介護保険業務を共同で行っている。
- 半田市、阿久比町、武豊町とともに知多中部広域事務組合を組織し、消防業務を共同で行っている。
- 大府市、豊明市、阿久比町とともに東部知多衛生組合を組織し、ごみ処理業務、し尿処理業務、及び、温水プール運営業務を共同で行っている。
- 東海市、大府市とともに知北平和公園組合を組織し、斎場及び墓地運営業務を共同で行っている。
- 刈谷市が中心市とする衣浦定住自立圏に参加し、密接に連携して、圏域全体の安心感や利便性の向上、圏域全体のつながりを強め、郷土への魅力や誇りを創出し、豊かに暮らすことができる地域づくりに努めていくとしている。定住自立圏に参加する団体は、知立市、高浜市がそれぞれ刈谷市と協定を結んでいる。

### 姉妹都市・提携都市

#### 日本国外
フレンドシップ相手国
2005年に開催された愛知万博で、愛知県内の市町村（名古屋市を除く）が120の万博公式参加国をそれぞれ「一市町村一国フレンドシップ事業」としてフレンドシップ相手国として迎え入れた。
- ケニア共和国

#### 国内
姉妹都市
- 愛知県新城市
1984年（昭和61年） 旧南設楽郡鳳来町と姉妹都市提携

### 紋章
- 東浦の「ひ」の字を図案化。1958年6月1日に町制10周年を記念して公募で制定され、同年9月27日に告示された。[8][9][10]

### 土地利用
2007年1月1日現在の地目別面積は以下のとおり。
- 田：743.7ha
- 畑：531.8ha
- 宅地：605.9ha
- 山林：200.6ha
- その他：158.6ha

都市計画
町域すべてが都市計画区域である。うち市街化区域は719haで、行政区域全体の23.1%、残り76.9%を市街化調整区域が占めている。詳細は以下のとおり。
| 区分                     | 面積(ha) | 建蔽率(%)  | 容積率(%) |
| ------------------------ | -------- | ---------- | --------- |
| 第一種低層住居専用地域   | 99       | 30・50・60 | 50・100   |
| 第一種中高層住居専用地域 | 195      | 60         | 150・200  |
| 第一種住居地域           | 189      | 60         | 200       |
| 第二種住居地域           | 4.1      | 60         | 200       |
| 準住居地域               | 30       | 60         | 200       |
| 近隣商業地域             | 24       | 80         | 200       |
| 商業地域                 | 18       | 80         | 200・400  |
| 準工業地域               | 29       | 60         | 200       |
| 工業地域                 | 131      | 60         | 200       |
| 市街化調整区域           | 2,389    | 60         | 200       |

### 問題
市制施行をめぐる人口水増し事件
市制施行断念後の2012年2月、人口水増し疑惑が発覚。2010年12月には不正を告発する匿名の文書が総務省統計局に届いていた。東浦町は市制施行の要件の1つである「人口5万人」の突破を目前に控え市制施行を準備していた。2010年国勢調査人口速報値は50,082人であったが、総務省統計局が再調査した後の確定値は49,800人と5万人に足らなかったため見送りとなった。また、同省の現地調査により居住実態のない国勢調査票が303人分見つかり、この国勢調査で人口の水増しが行われた可能性があることが指摘された。
居住実態のない国勢調査票について町側は当初、平成22年国勢調査から、国勢調査仮集計の際に調査票に記入漏れがあった場合は自治体の担当職員が住民基本台帳などを参照し調査票に加筆できるとする「補記制度」が設けられたこと受けて、町職員が居住実態を確認することを怠ったまま住民票に基づいて調査票に居住者を書き加えた事務的失態であった、と説明していた。これに基づき調査監督責任者である幹部職員を含む町職員4名に対し減給・戒告などの処分を行い、神谷明彦町長が「新制度に関する認識不足、勉強不足によるもの」であるとして謝罪した。一方愛知県警は組織ぐるみで人口を水増しする違法行為が行われたと判断し、強制捜査に踏み切った。2013年2月、町長の釈明とは異なり町が故意且つ組織的に人口を水増しした疑いが強まり、統計法違反の容疑で前副町長を逮捕した。また前副町長の指示に基づき調査票を偽造した容疑で町幹部や町職員らも共犯として任意捜査を受けた。なお前副町長は既に町を退職していたため、問題発覚当初に町が下した減給・戒告などの処分対象者には含まれていなかった。検察によると前副町長は国勢調査仮集計の際に人口が市に昇格する条件の5万人を下回るとの報告を受け、部下の職員らと共謀し、国勢調査の調査票に居住実態がない住民を追加記入するなどして303人分を水増し、人口を50,082人にしたという。その後、神谷町長は「組織的な違法行為があった可能性が高い」ことを認め、捜査当局と協議しつつ、再調査や関係職員の処分を行う予定と発表した 。
2013年3月、名古屋地方検察庁は統計法違反の罪により名古屋地方裁判所に前副町長を起訴、不正への関与を認めたとされる町幹部･町職員5名を書類送検した。同年7月、町幹部･町職員5名については「違法行為は前副町長の職務命令によるもの」であったとして不起訴処分となった。一方前副町長は「部下による不正な水増しがあったことは認めるが、私は指示していない」と起訴事実を否認、弁護人も「職員の供述は不自然で信用できない」と無罪を主張した。検察側は「国勢調査への信頼を損なわせ悪質。部下らに責任を転嫁しようとするなど、反省の態度もみられない」と指摘。同年9月、前副町長に対し懲役4月を求刑した。2013年10月、地裁は検察側の主張を認め、前副町長が水増しの「指示役」だったと認定。「公的統計への信頼を損なわせ、町行政に対する不信感も醸成した」とする一方、「長年、町行政の円滑運営に取り組んできた」情状を酌量し、前副町長に懲役4月、執行猶予2年の有罪判決を言い渡した。有罪判決を受け前副町長は「水増しの指示はしていない」と繰り返す一方、「町政を混乱させ関係者に迷惑をかけた。副町長として結果責任を取る」として控訴を断念。判決が確定した。
その後、平成27年国勢調査の速報値においても、人口は49,238人と5万人を下回ったため市制移行は再び見送りとなった。

## 議会

### 東浦町議会
- 定数：16人
- 任期：2019年5月1日 - 2023年4月30日
- 議長：小松原英治（親和会）[32]
- 副議長：前田明弘（清流会）[32]

| 会派名     | 議席数 | 議員名（◎は代表者）                                           |
| ---------- | ------ | ------------------------------------------------------------- |
| 親和会     | 6      | ◎山下享司、向山恭憲、小松原英治、長屋知里、鏡味昭史、間瀬元明 |
| 清流会     | 4      | ◎三浦雄二、間瀬宗則、前田明弘、水野久子                       |
| 公明党東浦 | 2      | ◎米村佳代子、秋葉富士子                                       |
| 一人会派   | 4      | 山田眞悟、田﨑守人、杉下久仁子、大川晃                        |
| 計         | 16     |                                                               |

### 愛知県議会
2019年愛知県議会議員選挙
- 選挙区：知多郡第一選挙区
- 定数：1人
- 投票日：2019年4月7日
- 当日有権者数：62,650人（東浦町39,907人、阿久比町22,743人）[33]
- 投票率：42.22％（東浦町42.34％、阿久比町42.01％）[33]

| 候補者名 | 当落 | 年齢 | 所属党派   | 新旧別 | 得票数   |
| -------- | ---- | ---- | ---------- | ------ | -------- |
| 河合洋介 | 当   | 39   | 無所属     | 現     | 13,247票 |
| 北原健吾 | 落   | 51   | 自由民主党 | 新     | 12,728票 |

2015年愛知県議会議員選挙
- 選挙区：知多郡第一選挙区
- 定数：1人
- 投票日：2015年4月12日
- 当日有権者数：61,041人（東浦町39,089人、阿久比町21,952人）[34]
- 投票率：42.75％（東浦町43.20％、阿久比町41.97％）[34]

| 候補者名 | 当落 | 年齢 | 所属党派   | 新旧別 | 得票数   |
| -------- | ---- | ---- | ---------- | ------ | -------- |
| 河合洋介 | 当   | 35   | 民主党     | 現     | 13,349票 |
| 北原健吾 | 落   | 47   | 自由民主党 | 新     | 12,233票 |

### 衆議院
- 選挙区：愛知8区 （半田市、常滑市、東海市、知多市、阿久比町、武豊町、東浦町、美浜町、南知多町）
- 任期：2021年10月31日 - 2025年10月30日
- 投票日：2021年10月31日
- 当日有権者数：437,624人[35]
- 投票率：56.53％

| 当落 | 候補者名 | 年齢 | 所属党派   | 新旧別 | 得票数    | 重複 |
| ---- | -------- | ---- | ---------- | ------ | --------- | ---- |
| 当   | 伊藤忠彦 | 57   | 自由民主党 | 前     | 121,714票 | ○    |
| 比当 | 伴野豊   | 60   | 立憲民主党 | 元     | 120,649票 | ○    |

## 施設

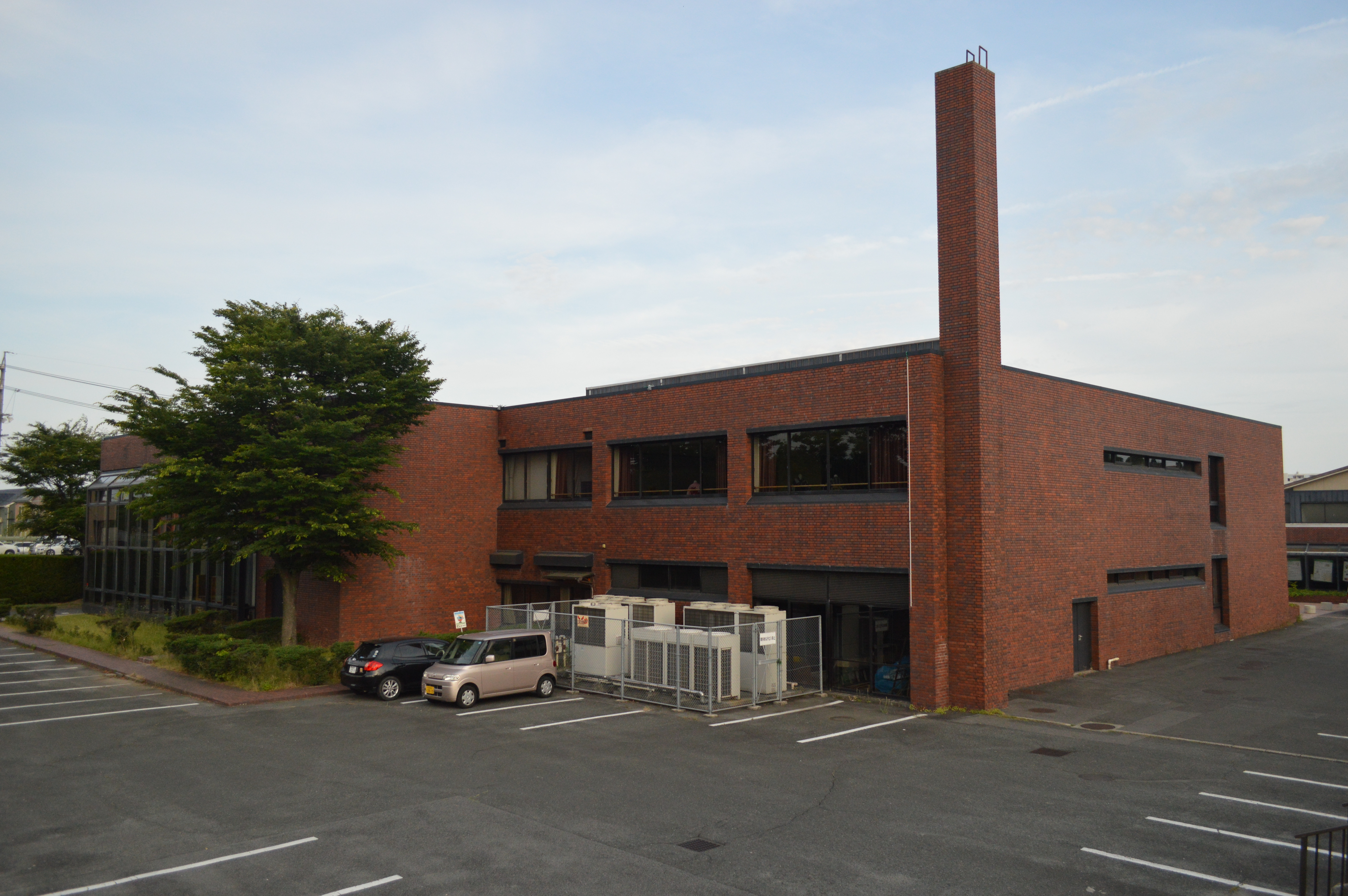
中央公民館

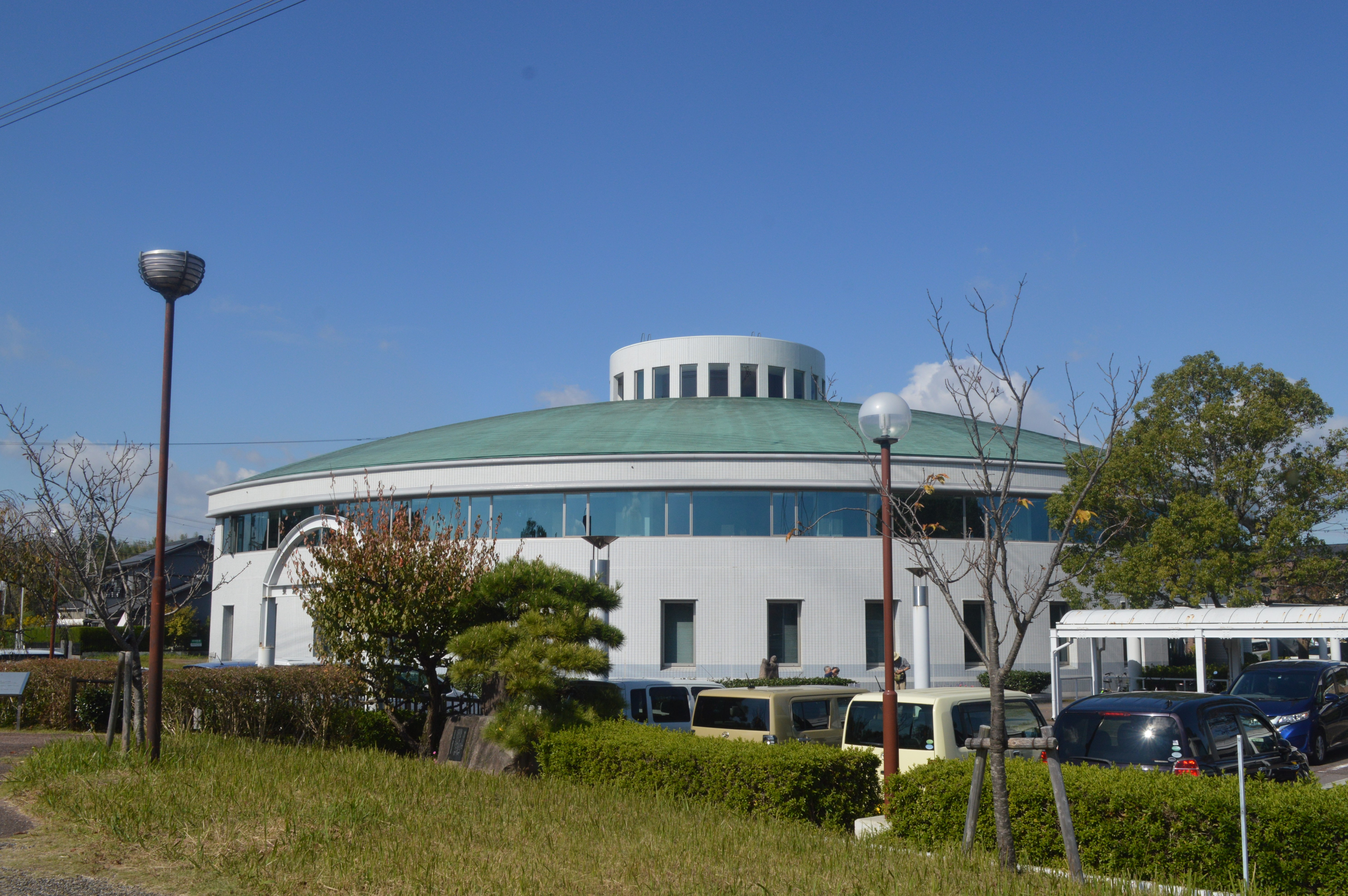
東浦町中央図書館

### 警察
本部
- 愛知県警察 半田警察署

交番
- 東浦交番（知多郡東浦町大字石浜）

駐在所
- 森岡警察官駐在所（知多郡東浦町大字森岡）
- 緒川北警察官駐在所（知多郡東浦町大字緒川）
- 藤江警察官駐在所（知多郡東浦町大字藤江）
- 緒川新田警察官駐在所（知多郡東浦町大字緒川）

### 消防
本部
- 知多中部広域事務組合消防本部

消防署
- 東浦支署（知多郡東浦町大字石浜字中央8番地の1）

出張所
- 東浦西部出張所（知多郡東浦町大字緒川字北鶴根25番地8）

### 健康福祉施設
- 勤労福祉会館

和室6室、会議室4室、研修室1室を備える。結婚式や会議、宴会などの会場として使用される。1979年開館。
- ひがしうら子育て支援センター

2003年6月開設。育児中の親子同士の交流の場として建設された。育児講座を定期的に開催しているほか、育児に関する相談を受け付けている。
- 保健センター

### 社会教育施設
- 東浦町中央図書館 - 1991年開館。
- 東浦町郷土資料館（うのはな館） - 1999年11月開館。名古屋大学教授伊藤忠士が生前に収集した蔵書約6,000冊を収めた「伊藤近世史文庫」を擁する。2006年、東浦村成立100周年記念事業として、日展評議員の桒山賀行が製作した木像3体（於大の方、徳川家康、水野忠政）が納められた。
- あいち健康プラザ
- 東浦町体育館 - バレーボールやバスケットボールのできるアリーナ、卓球のできる小体育室、柔剣道場を備える。1983年開館。
- 中央公民館（文化センター）
- 森岡公民館
- 緒川公民館
- 新田公民館
- 石浜公民館
- 生路公民館
- 藤江公民館

## 経済
名古屋市のベッドタウン的な位置にありつつも、近年ソニーモバイルディスプレイ（現・ジャパンディスプレイ東浦工場）などの製造メーカーの大規模工場建設やイオンモールなどの商業施設の増加などで活気がついてきている。緒川駅周辺は再開発され立体駐車場や鉄道の高架下に道路を通す事などにより利便性が高まってきている。

### 第一次産業
農業
- 「東浦ブドウ」が特産品であり、1960年頃から栽培が始まった[10]。
- 全国一の生産地となっている愛知県の洋ラン生産の一角支える[36]。

### 第二次産業
工業
- 繊維産業 : 知多木綿
- 木工業 : 家具
- 自動車関連産業

### 第三次産業
商業施設

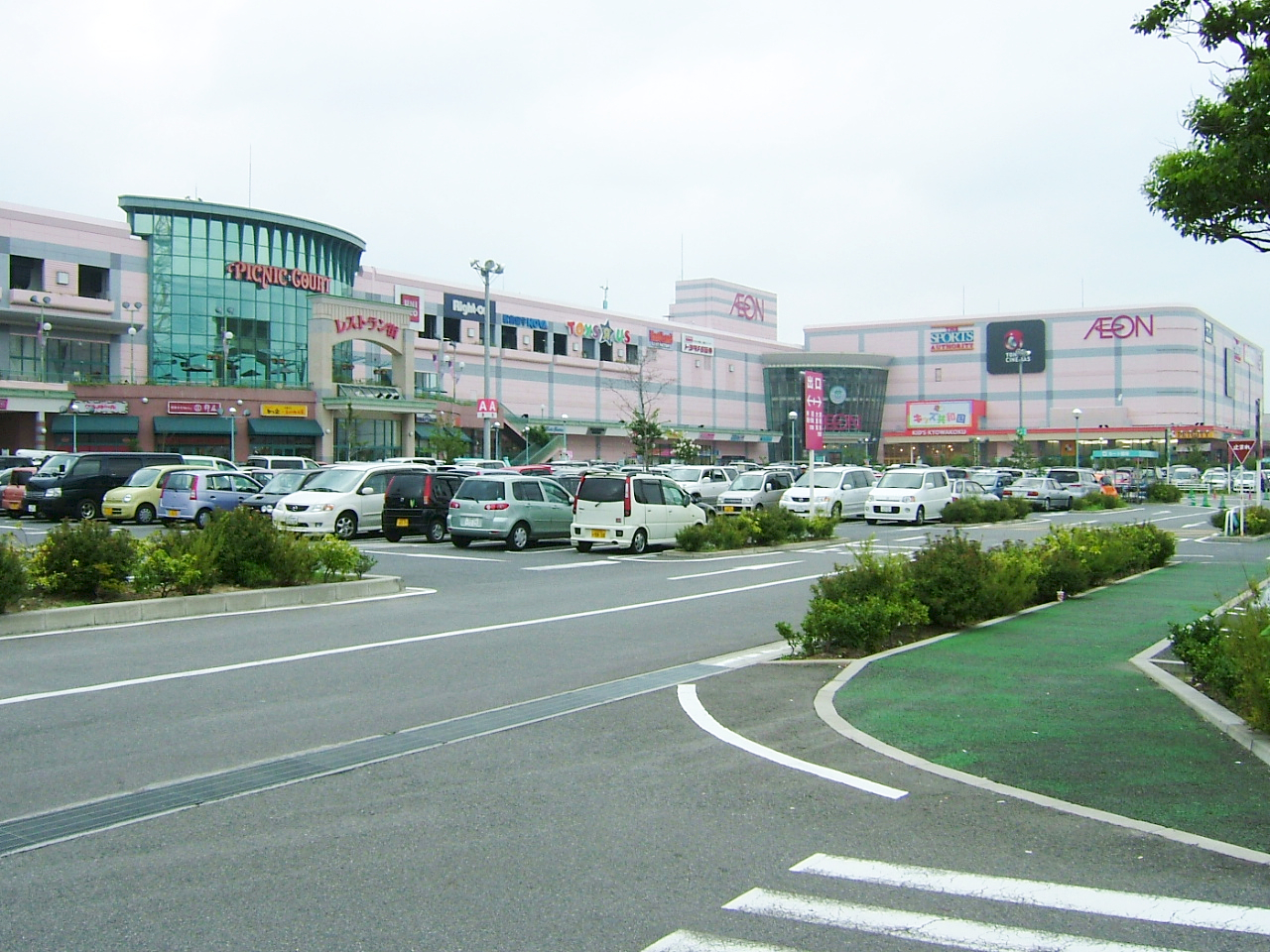
イオンモール東浦

- イオンモール東浦（旧イオン東浦ショッピングセンター）
- ドミー 東浦店
- ホームセンターコーナン 知多東浦店
- スポーツデポ 東浦店
- ネッツトヨタ愛知 東浦店
- トヨタカローラ名古屋 東浦店
- ゲンキー 東浦店
- ドコモショップ 東浦店

### 町内に本社を置く企業
- カリモク家具
- メモリー株式会社
- アスデックス（愛知製鋼の子会社）
- 原田酒造

### 町内に事業所を置く企業
- 豊田自動織機 東浦工場、森岡事業所
- 愛知製鋼 東浦工場
- TB物流サービス 東浦事業所（トヨタ紡織の子会社）
- イヅミ工業 石浜工場（豊田自動織機の子会社）
- LIXIL 常滑東工場東浦製造
- 住化積水フィルム 名古屋工場（住友化学・積水化学工業の関連会社）
- アイキテック 本社工場
- ジャパンディスプレイ 東浦工場
- ソニーセミコンダクタ 東浦サテライト

### 金融機関
- 知多信用金庫 緒川支店
  - 東浦支店
- 半田信用金庫 東浦支店
- 碧海信用金庫 東浦支店

## 教育

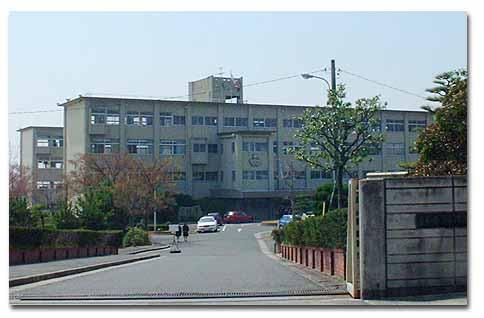
愛知県立東浦高等学校

東浦町の中学生は尾張地方の県立および名古屋市立の普通科高校の他、調整特例として刈谷市、高浜市、知立市の普通科高校への進学が可能。

### 高等学校
- 愛知県立東浦高等学校

### 中学校
- 東浦町立東浦中学校
- 東浦町立北部中学校
- 東浦町立西部中学校

### 小学校
- 東浦町立森岡小学校
- 東浦町立緒川小学校
- 東浦町立卯ノ里小学校
- 東浦町立片葩小学校
- 東浦町立石浜西小学校
- 東浦町立生路小学校
- 東浦町立藤江小学校

## 生活基盤
- 市外局番は市内全域で0562（尾張横須賀MA）が使用される。
  - 市内局番は、主に80番台を使用する。
- 車検証の住所（使用者）が本市の自動車には、他の知多地域と同じ名古屋ナンバーが交付される。

## 交通
東海旅客鉄道武豊線が町の東部を南北に貫いており、国道366号がこれに並行して通っている。町西部には知多半島道路の東浦知多インターチェンジが位置する。

### 鉄道

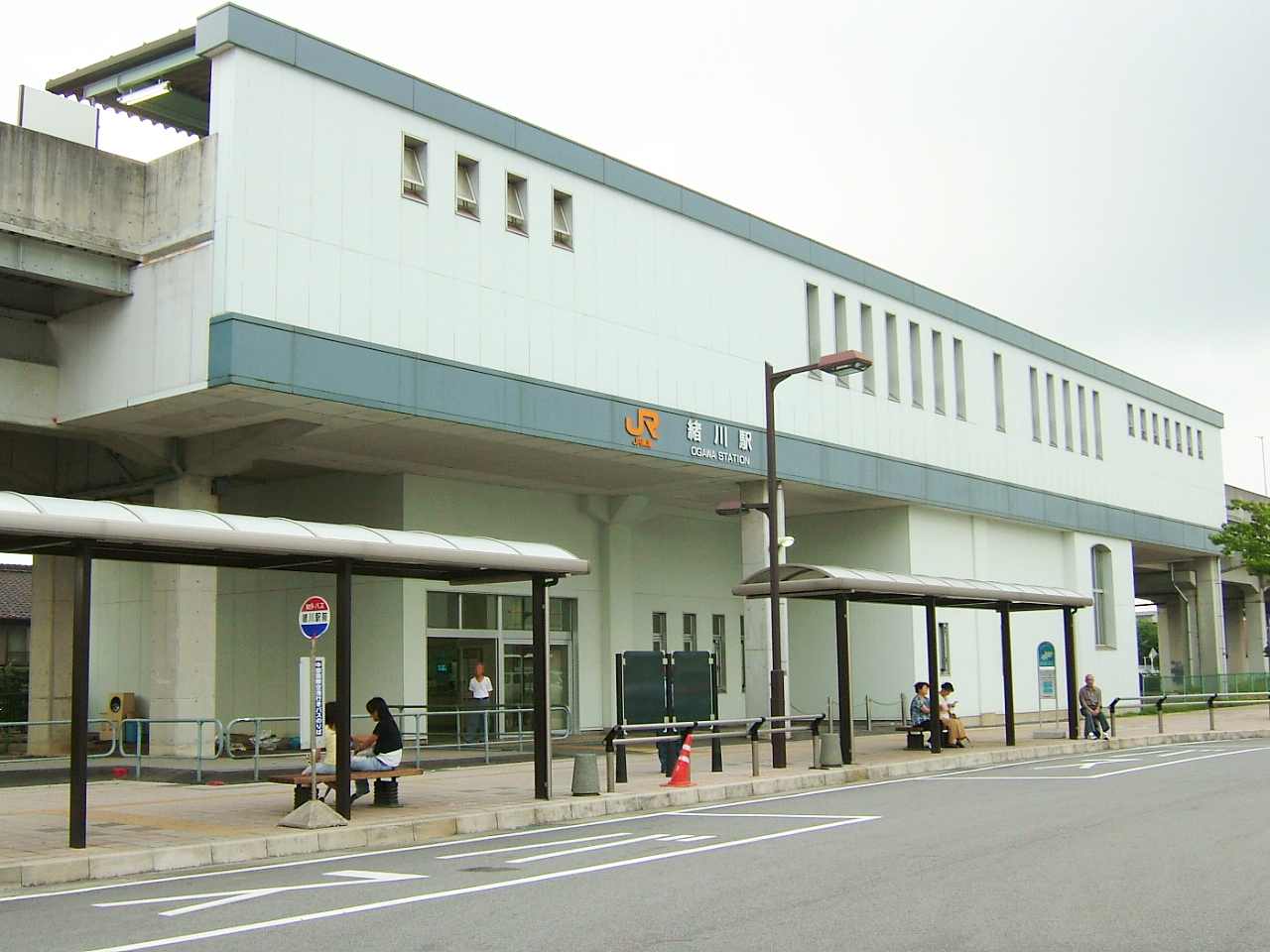
緒川駅

東海旅客鉄道（JR東海）
武豊線：尾張森岡駅 - 緒川駅 - 石浜駅 - 東浦駅
東海道本線（大府駅 - 逢妻駅）の一部が町域北東端を、また名鉄河和線（八幡新田駅 - 巽ヶ丘駅）の一部が町域西端を通っているが、東浦町内に駅はない。また、衣浦臨海鉄道碧南線が東浦駅より貨物輸送を行っている。

### バス
路線バス
- 知多乗合
  - 刈谷空港線(リムジンバス)：中部国際空港 - 緒川駅 - 刈谷駅 - 知立駅 ※空港方面のほか、刈谷駅・知立駅方面へも乗降可能。
  - 東ヶ丘団地線：巽ヶ丘駅 - 東ヶ丘・高根台
  - 大府循環線：大府駅西 - あいち健康プラザ - げんきの郷／森岡台
- 東浦町運行バス「う・ら・ら」

2001年に運行開始したコミュニティバス。大興タクシーが受託運行。刈谷線、長寿線、東ヶ丘線、平池台線（体育館経由・ふじが丘経由）の4系統5路線体制で運行している。運賃は1回の乗車につき100円で、未就学児（6歳未満）や身体障害者手帳を所持する者などは無料で乗車できる。刈谷線は廃止された知多乗合の路線を引き継いだ路線で、刈谷豊田総合病院・刈谷駅方面へ運行している。
都市間バス
- 知多シーガル号

ジェイアールバス関東が運行する高速バス。知多半田駅と東京都を結んでおり、町内からも利用できる。

### 道路
有料道路
- 知多半島道路：東浦知多インターチェンジ

一般国道
- 国道366号
  - 半田大府バイパス

主要地方道
- 愛知県道23号東浦名古屋線
- 愛知県道24号知多東浦線
- 愛知県道50号名古屋碧南線
- 愛知県道51号知立東浦線
- 愛知県道55号名古屋半田線

一般県道
- 愛知県道246号刈谷大府線
- 愛知県道261号半田東浦線
- 愛知県道463号東浦停車場線
- 愛知県道469号東浦阿久比線
- 愛知県道514号緒川停車場線

## 名所・旧跡・観光スポット

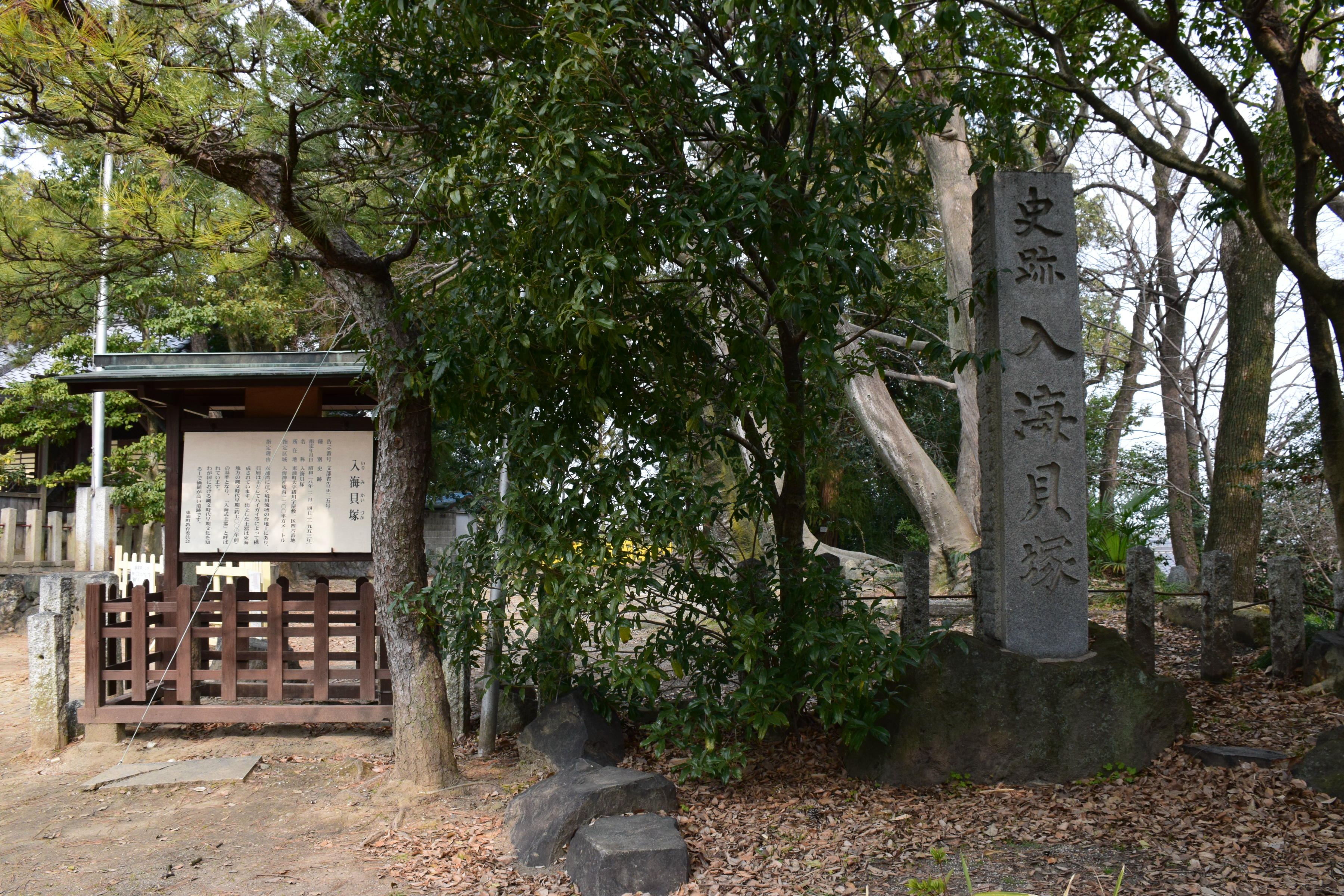
入海貝塚

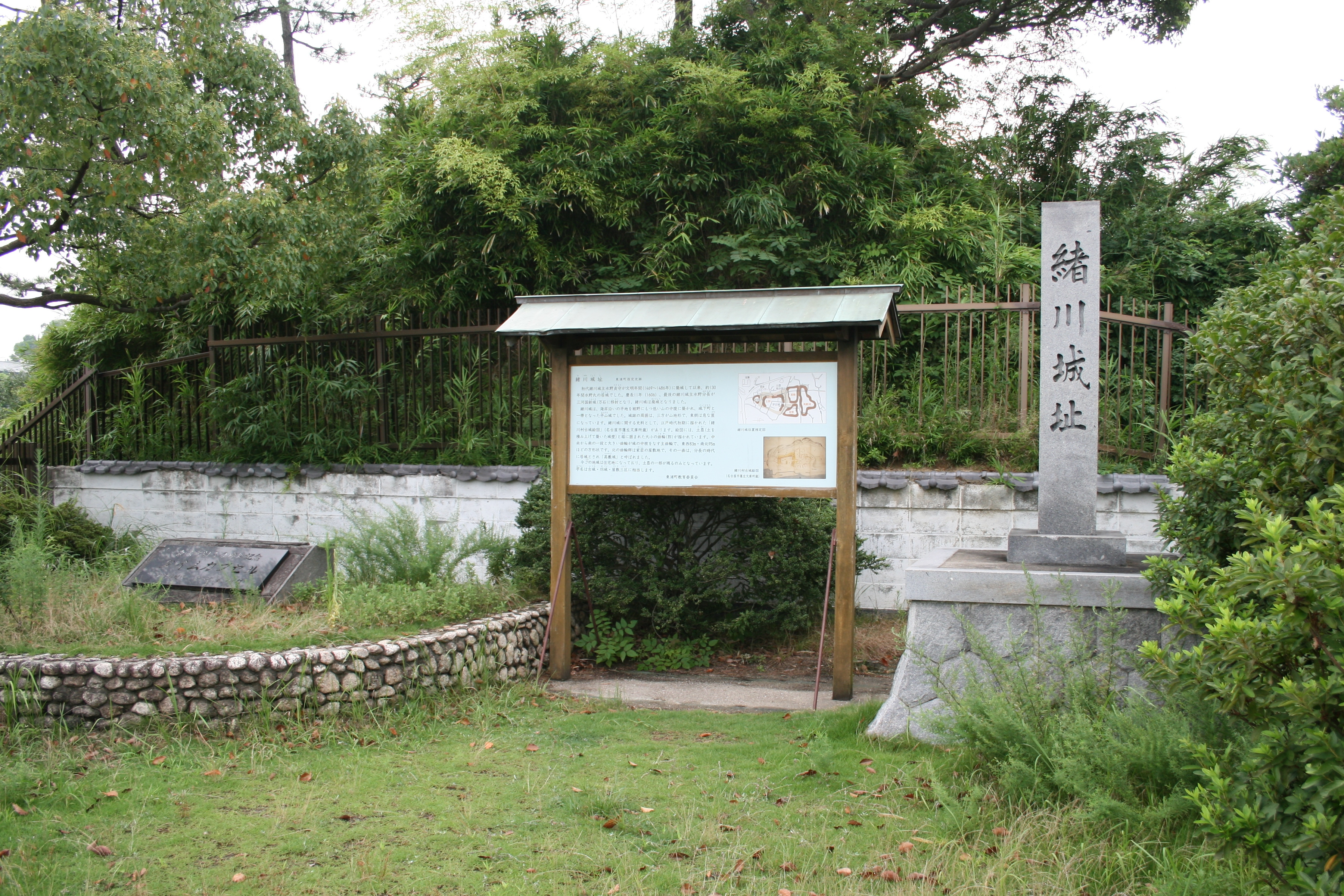
緒川城

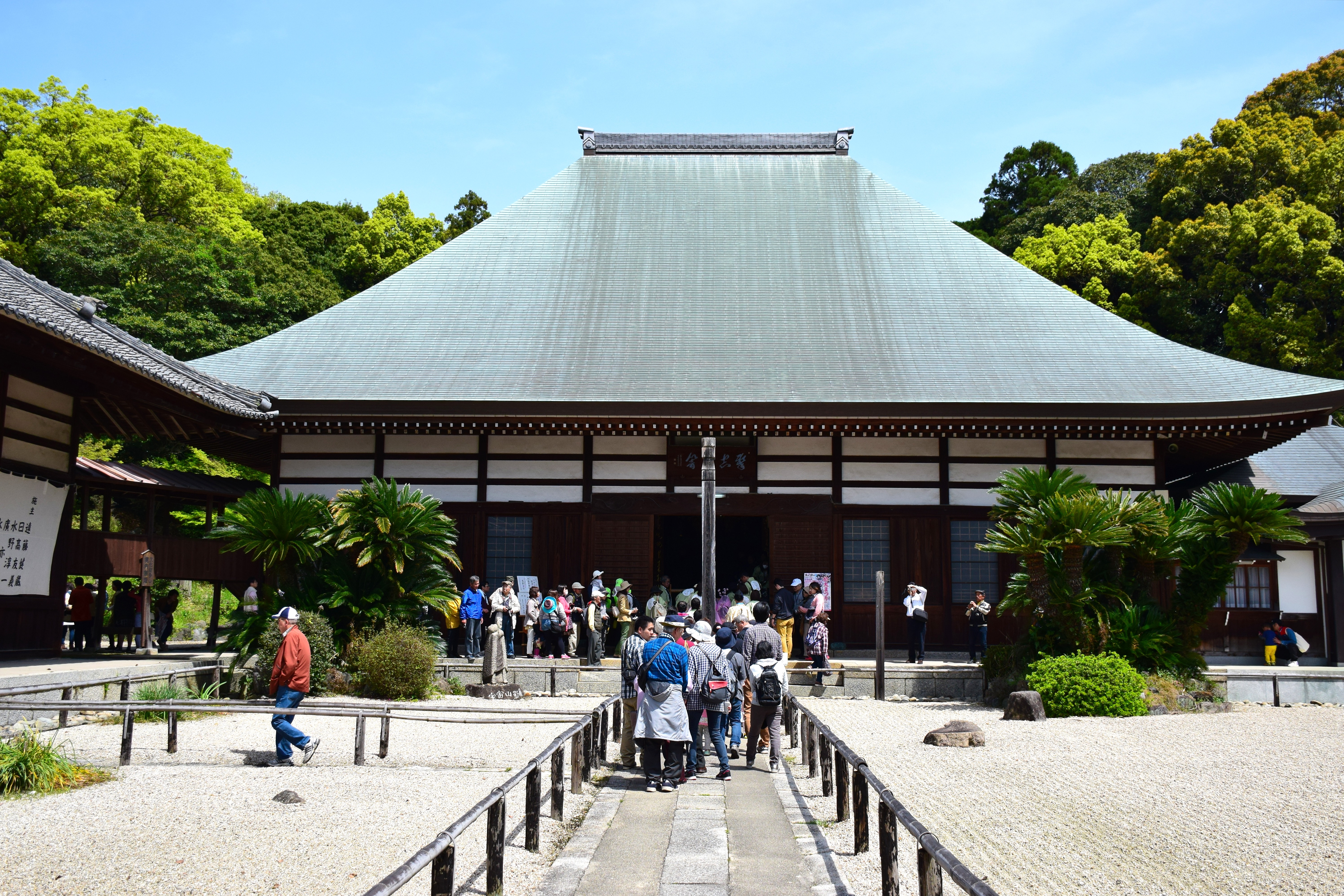
乾坤院

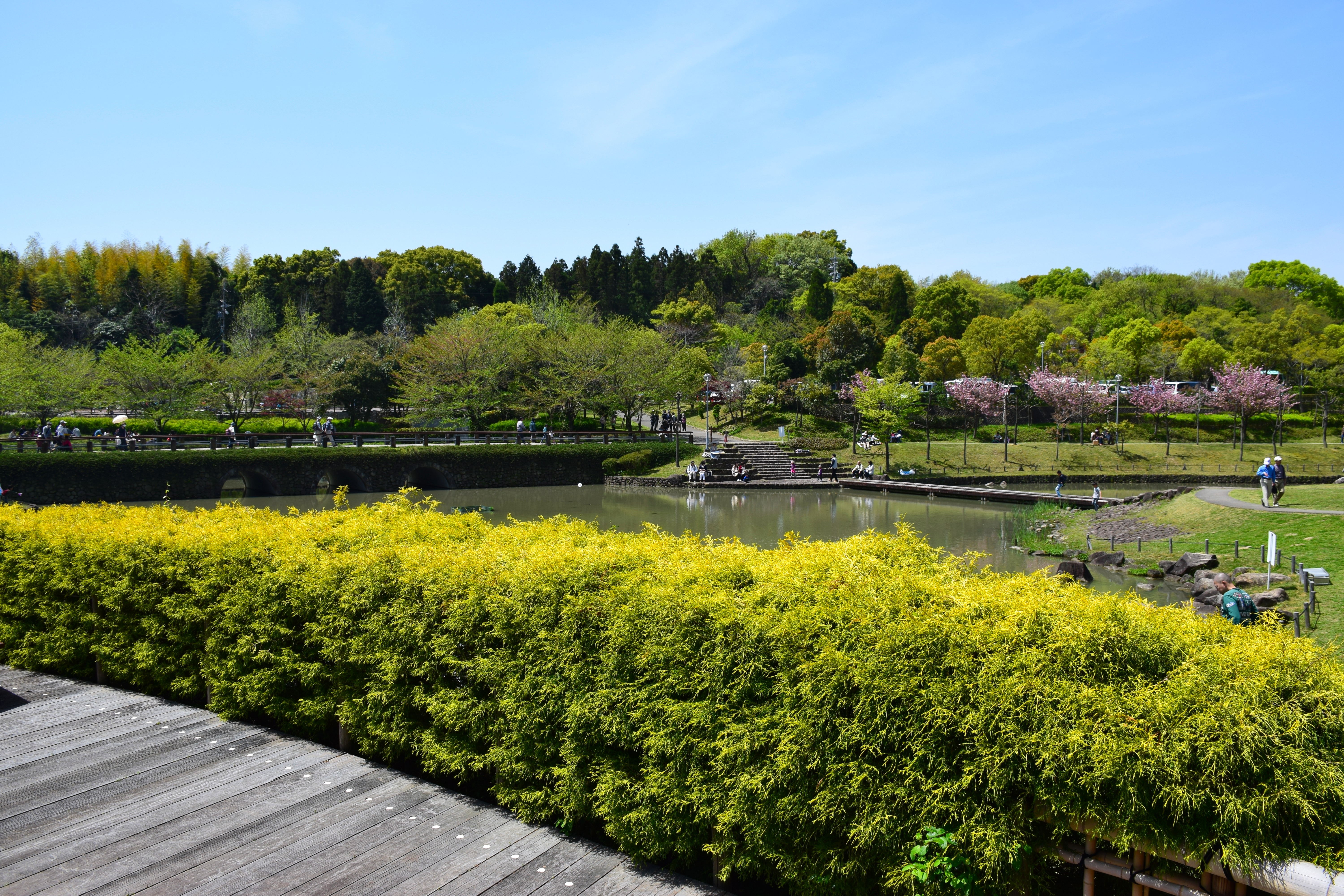
於大公園

町指定の文化財については、東浦町指定文化財一覧を参照のこと。

### 文化財
国指定文化財史跡
- 入海貝塚[37]

県指定文化財
- 絹本著色弁財天像（乾坤院）[38]
- 絹本著色諸尊集会図（乾坤院）
- 紙本墨書正法眼蔵写本（乾坤院）
- 異国降伏祈願施行状 (善導寺)
- 知多の虫供養行事（東浦五ヶ村:東浦五ヶ村虫供養保存会）
- 藤江のだんつく獅子舞 (藤江神社八ッ頭舞楽保存会)
- 大樹寺旧裏一の門 (個人所有)

その他の文化財
- 金鶏山古墳（きんけいざんこふん）（古墳は現存せず。出土品は、うのはな館に保管）
- 緒川城址（町指定史跡）

### 名所・旧跡
主な城郭･砦
- 緒川城
- 村木砦

主な寺院
- 宇宙山乾坤院

水野家4代の墓所がある。弁財天像は愛知県指定文化財。
- 越境寺
- 地蔵院（伝宗院）
- 善導寺
- 了願寺
- 極楽寺
- 安徳寺

主な神社
- 伊久智神社
- 入海神社
- 藤江神社
- 村木神社

### 観光スポット
- 於大公園
- あいち健康プラザ（あいち健康の森健康科学総合センター）
- 東浦町郷土資料館（うのはな館） - 埋蔵文化財センターとしての機能も有する。

## 文化

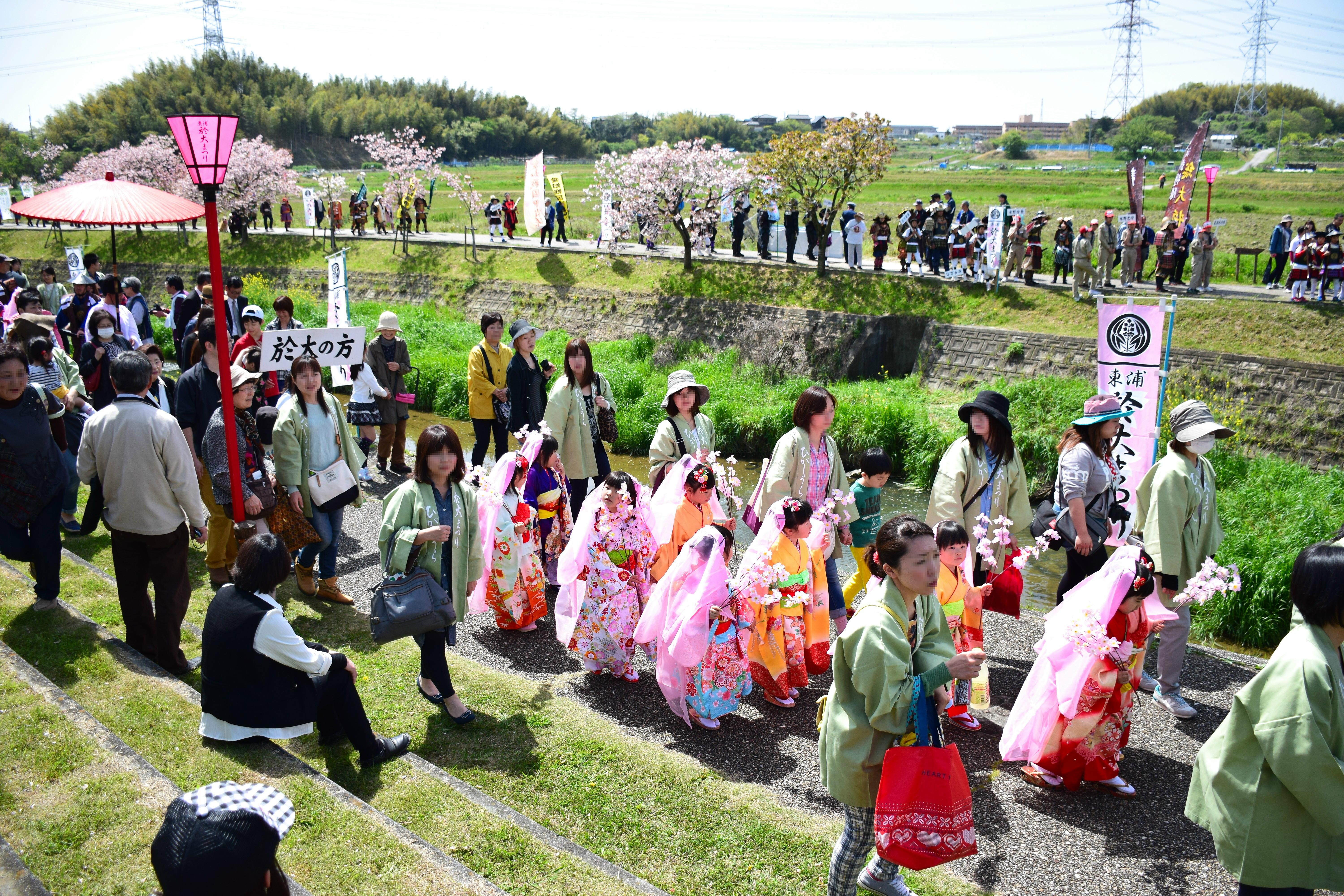
於大まつり

### 祭事･催事
- 於大まつり

4月に開催。明徳寺川沿いの「於大のみち」にて、於大行列や水野家行列が行われる。
- だんつく

藤江神社で開催。
- おまんと祭り

伊久智神社で開催。

### 娯楽
- TOHOシネマズ東浦

イオンモール東浦にある映画館（シネコン）。9スクリーン。2001年7月にイオン東浦東宝シネマ9としてオープン。2004年9月にTOHOシネマズ東浦に改称。2019年4月12日にリニューアルオープン。
- 生路劇場

1960年代の生路にあった映画館。

## 出身著名人
- 於大の方（徳川家康の母）
- 久松潜一（国文学者）
- 久米常民（国文学者）
- 日高義樹（政治ジャーナリスト）
- 大ハシ正ヤ（漫画家）
- 二宮裕次（漫画家）
- 田中メカ（漫画家）
- 長坂康正（衆議院議員）
- 越尾圭（小説家）
- 立川平林（落語家）
- 田村侑久（タレント、BOYS AND MENメンバー）
- 小坂井祐莉絵（声優)
- 務川慧悟（ピアニスト)
- 荒木菜那（フィギュアスケート選手）